# 3 Park Avenue
3 Park Avenue ist ein Wolkenkratzer in Manhattan in New York City. Im Hochhaus sind Büroeinheiten und mehrere Schulen untergebracht. In der Skyline der Metropole fällt es durch seinen um 45° versetzten Baukörper im Bezug zu Nachbargebäuden und Straßenraster auf.

## Beschreibung
Das Gebäude befindet sich an der Park Avenue zwischen der 33rd und 34th Street am Schnittpunkt der Viertel Murray Hill und Kips Bay in Midtown Manhattan. Es ist an drei Seiten von einem in Privatbesitz befindlichen öffentlichen Platz umgeben (Privately Owned Public Space, POPS). Vor dem Gebäude befindet sich ein Eingang zur U-Bahn-Station 33rd Street der New York City Subway, die von den Linien ,  und  bedient wird.
Der Wolkenkratzer wurde vom Architekturbüro Shreve, Lamb and Harmon entworfen, das auch das in der Nähe befindliche Empire State Building entworfen haben. Er hat eine strukturelle Höhe von 169,5 m (556 Fuß) und 41 Etagen. Der Turm zeichnet sich durch seine diagonale Ausrichtung und die für den Bau verwendeten hellbraunen Ziegeln aus. Die gleichen Ziegel nutzte man für den kleinen Platz am Haupteingang an der Ecke Park Avenue/34th Street. Vor dem Haupteingang steht die sieben Meter hohe bronzene Skulptur „Obelisk to Peace“, die 1972 von Irving Marantz geschaffen wurde. Die Skulptur steht auf einem polierten Granitsockel und war die letzte Außenarbeit von Marantz. In den Jahren 2016/17 erfuhr das Gebäude eine Renovierung, die insbesondere die Lobby, die Einzelhandelsflächen und das Äußere betrafen.
Neben den Mietern der Büroeinheiten, die sich in den oberen Etagen befinden, sind in den unteren Stockwerken mehrere Schulen untergebracht. Darunter befinden sich das „Unity Center for Urban Technologies“, die „Manhattan Academy for Arts and Language“, die „Success Academy High School for the Liberal Arts“ und die „Murray Hill Academy“. Bis 2014 war hier die „Norman Thomas High School“ ansässig. Der Eingang zu den Schulen ist in der 33rd Street. Des Weiteren befinden sich im Erdgeschoss Einzelhandelsflächen.

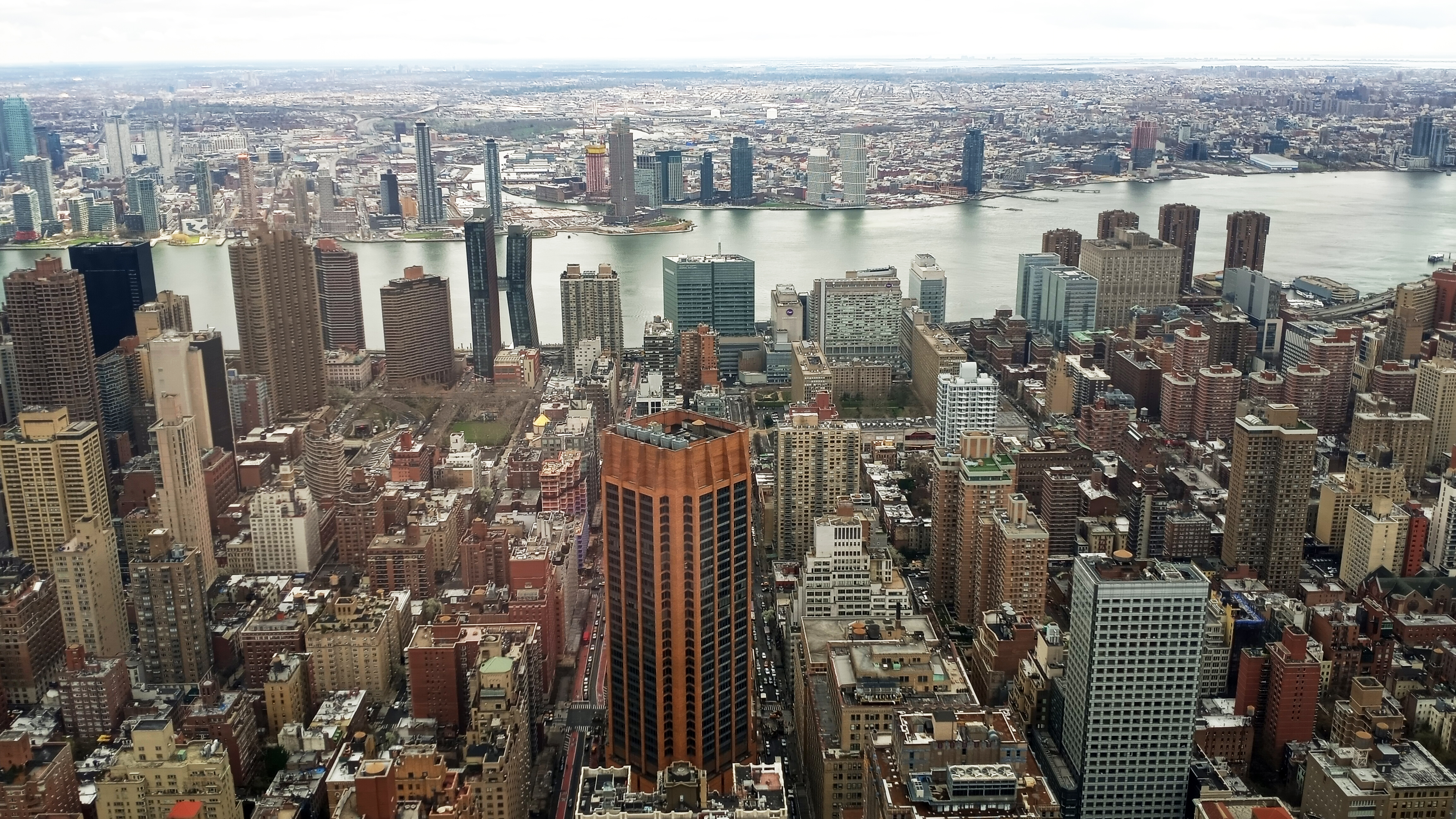
Blick vom Empire State Building auf 3 Park Avenue (Mitte)

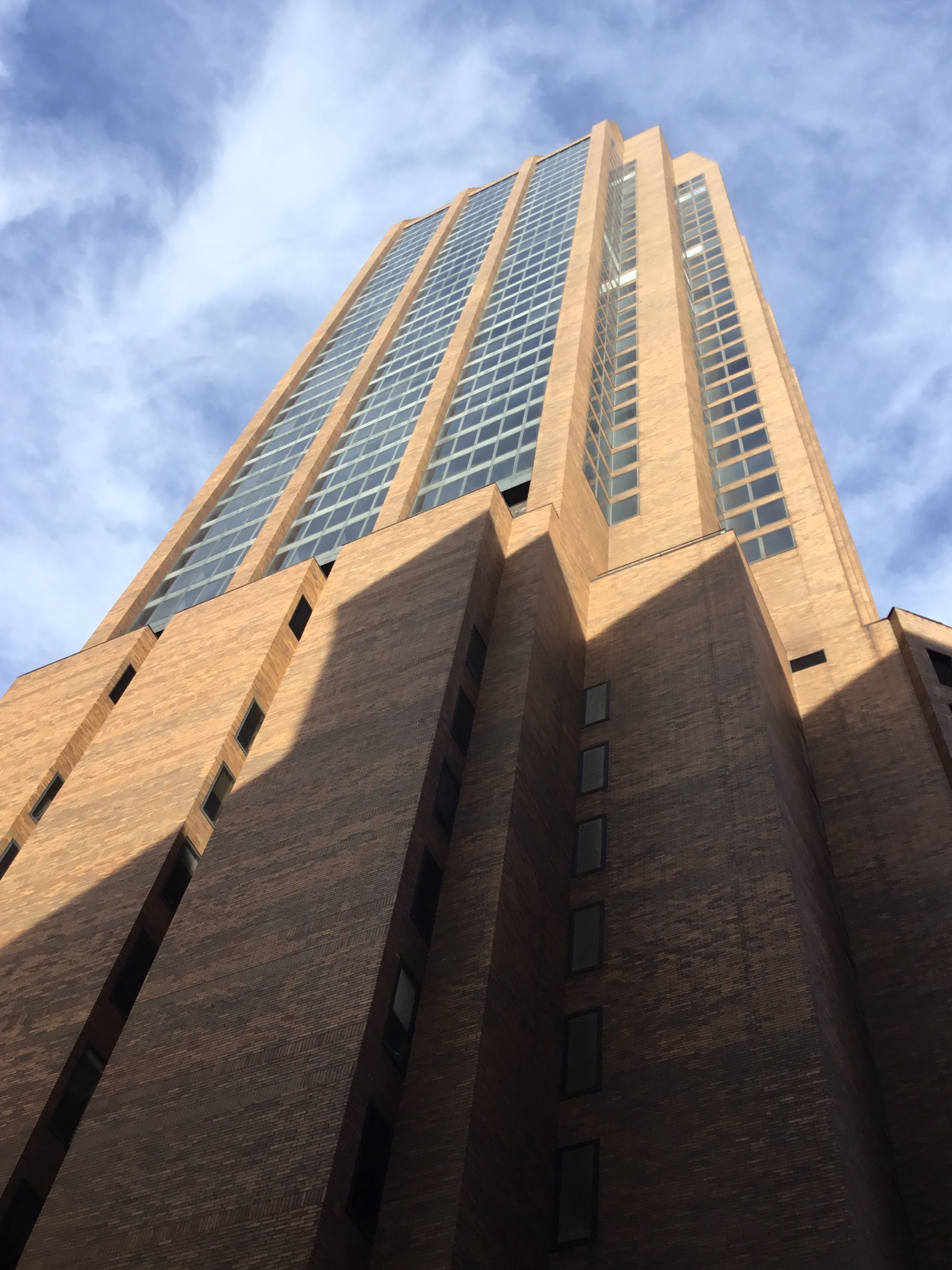
Vertikale Ansicht im März 2023